# Championnat d'Afrique des nations masculin de handball 2014
Navigation
Maroc 2012 Égypte 2016
La vingt-et-unième édition du Championnat d'Afrique des nations masculin de handball - aussi appelée CAN - , s'est déroulée du 16 au 26 janvier 2014 en Algérie,. Ce championnat a également servi de qualification pour les championnats du monde 2015.
Organisée par la Confédération africaine de handball (CAHB), elle met aux prises les meilleures équipes nationales africaines de handball, dans les mêmes lieux et durant la même période que la CAN féminine.
L'Algérie accueille la compétition pour la quatrième fois après 1976, 1989 et 2000.
Non titré depuis 1996, l'Algérie remporte sa septième victoire dans la compétition en disposant en finale du tenant du titre, la Tunisie, sur le score de 25 à 21,. La dernière place qualificative pour le Mondial 2015 est obtenue par l'Égypte, vainqueur de l'Angola sur le score de 31 à 24 dans le match pour la troisième place.

## Présentation

### Équipes qualifiées
Le 26 juin 2013, la Confédération africaine de handball (CAHB) a publié la liste des douze équipes qualifiées :
- Pays hôte :  Algérie
- 4 meilleurs de la CAN 2012 :  Tunisie, ( Algérie),  Égypte et  Maroc
- autres équipes :  Angola,  Cameroun,  Congo,  RD Congo,  Côte d'Ivoire,  Gabon,  Libye et  Sénégal
- Pays remplaçants :  Nigeria,  Bénin et  Burkina Faso

Finalement, le Nigeria a remplacé la Côte d'Ivoire.

### Lieux de compétition
| Ville   | Salle                    | Capacité     |
| ------- | ------------------------ | ------------ |
| Alger   | Salle Harcha Hassen      | 8 000 places |
| Alger   | La Coupole               | 5 000 places |
| Cheraga | Salle omnisports Cheraga | 5 000 places |

### Arbitres

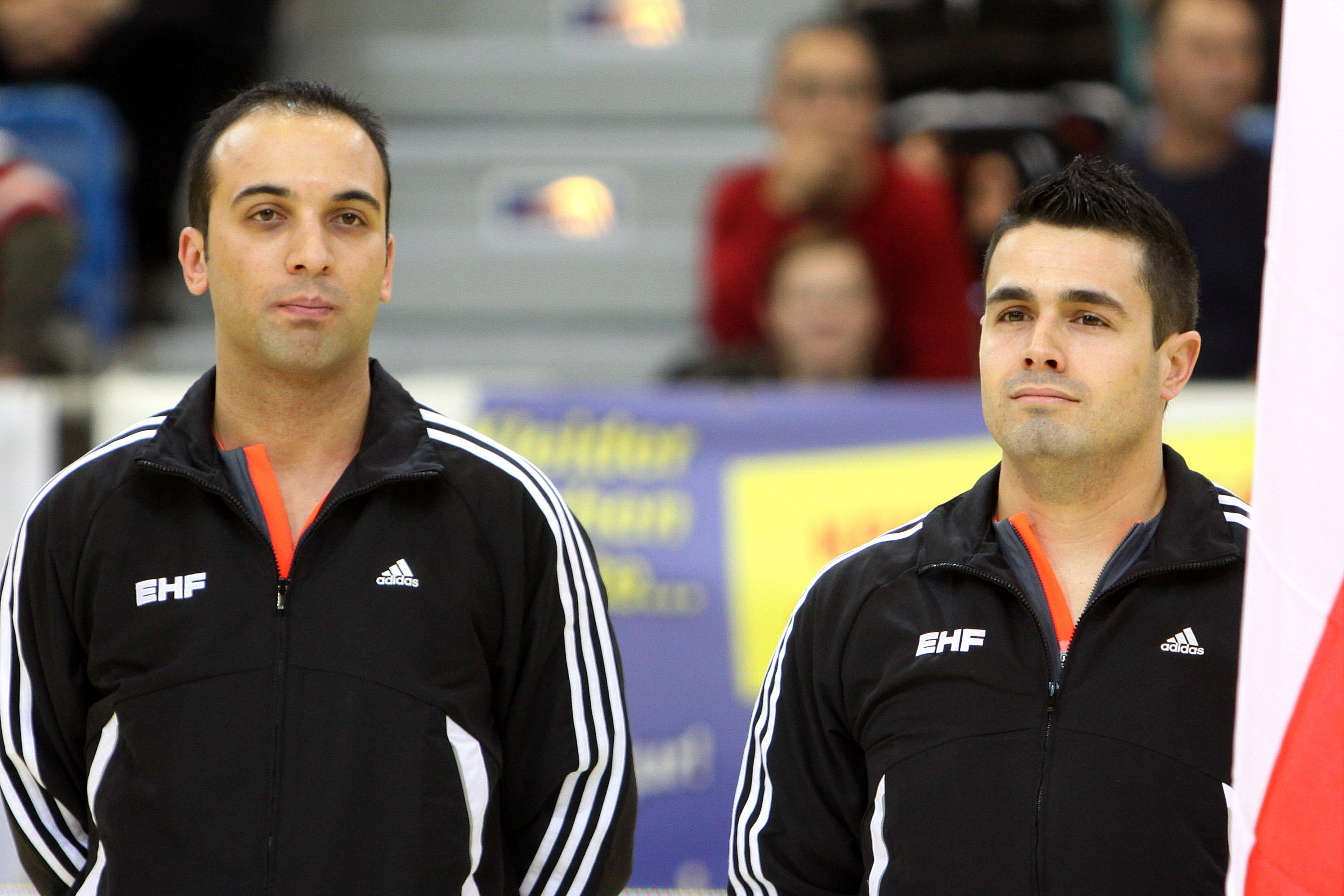
Ivan Caçador & Eurico Nicolau, le paire arbitrale portugaise invitée pour la compétition

Onze paires d'arbitres ont été annoncés pour la compétition :
- Mustapha Deche et Mohamed Ghouarda
- Khadidja Benfetima et Zahra Benfetima
- Jonas Allad et Armand Dagba
- Ngombo Felly Amba et Mutombo Gisèle Tshilanda
- Yalatima Nanga Coulibaly et Mamoudou Diabate[6]
- Rashed Mohamed et Fakry Elsayed Tamer
- Mouhamed Ball Camara et Aboubacar Diakité
- Mohamed Cheick Diop et Abdoulaye Faye
- Yawo Mawusse Akpatsa et Agbekokokou Assignon
- Ismaïl Boualloucha et Ramzi Khenissi
- Ivan Caçador et Eurico Nicolau

## Phase de groupe
À la suite du tirage au sort qui a eu lieu à Alger le 14 décembre 2013, les équipes qualifiées ont été réparties en deux groupes de six équipes. À l'issue de cette phase, les quatre premières équipes de chaque groupe sont qualifiées pour les quarts de finale.
|  | Qualifiés pour les quarts de finale |  | Éliminés |

### Groupe A
| Groupe A |          |     |   |   |   |   |     |     |      |     |
|          | Équipe   | Pts | J | G | N | P | BP  | BC  | Diff | Dép |
| 1        | Tunisie  | 10  | 5 | 5 | 0 | 0 | 157 | 103 | +54  |     |
| 2        | Égypte   | 8   | 5 | 4 | 0 | 1 | 142 | 105 | +37  |     |
| 3        | Cameroun | 5   | 5 | 2 | 1 | 2 | 128 | 144 | -16  |     |
| 4        | Sénégal  | 4   | 5 | 2 | 0 | 3 | 138 | 152 | -14  |     |
| 5        | Gabon    | 2   | 5 | 1 | 0 | 4 | 121 | 147 | -26  |     |
| 6        | Libye    | 1   | 5 | 0 | 1 | 4 | 103 | 138 | -35  |     |

| Date et Heure         | Équipe 1 | -  | VS | -  |  | Équipe 2 |
| 16 janvier 2014 10h15 | Égypte   | 32 | -  | 21 |  | Sénégal  |
| 16 janvier 2014 12h30 | Tunisie  | 27 | -  | 18 |  | Libye    |
| 16 janvier 2014 12h15 | Cameroun | 28 | -  | 26 |  | Gabon    |
| 17 janvier 2014 16h30 | Libye    | 23 | -  | 35 |  | Sénégal  |
| 17 janvier 2014 18h45 | Gabon    | 23 | -  | 33 |  | Tunisie  |
| 17 janvier 2014 20h30 | Cameroun | 22 | -  | 33 |  | Égypte   |
| 18 janvier 2014 16h00 | Sénégal  | 22 | -  | 37 |  | Tunisie  |
| 18 janvier 2014 18h45 | Libye    | 21 | -  | 21 |  | Cameroun |
| 18 janvier 2014 20h30 | Égypte   | 30 | -  | 21 |  | Gabon    |
| 20 janvier 2014 14h15 | Sénégal  | 30 | -  | 23 |  | Gabon    |
| 20 janvier 2014 16h00 | Tunisie  | 34 | -  | 20 |  | Cameroun |
| 20 janvier 2014 18h45 | Égypte   | 27 | -  | 15 |  | Libye    |
| 21 janvier 2014 13h45 | Sénégal  | 30 | -  | 37 |  | Cameroun |
| 21 janvier 2014 16h30 | Gabon    | 28 | -  | 26 |  | Libye    |
| 21 janvier 2014 20h30 | Tunisie  | 26 | -  | 20 |  | Égypte   |

### Groupe B
| Groupe B |          |     |   |   |   |   |     |     |      |     |
|          | Équipe   | Pts | J | G | N | P | BP  | BC  | Diff | Dép |
| 1        | Algérie  | 10  | 5 | 5 | 0 | 0 | 144 | 93  | +51  |     |
| 2        | Angola   | 6   | 5 | 3 | 0 | 2 | 139 | 122 | +17  |     |
| 3        | Maroc    | 6   | 5 | 3 | 0 | 2 | 135 | 129 | +06  |     |
| 4        | Congo    | 4   | 5 | 2 | 0 | 3 | 136 | 170 | -34  |     |
| 5        | RD Congo | 4   | 5 | 2 | 0 | 3 | 143 | 141 | +02  |     |
| 6        | Nigeria  | 0   | 5 | 0 | 0 | 5 | 118 | 160 | -42  |     |

| Date et Heure         | Équipe 1 | -  | VS | -  |  | Équipe 2 |
| 16 janvier 2014 10h00 | Congo    | 36 | -  | 33 |  | RD Congo |
| 16 janvier 2014 12h30 | Maroc    | 23 | -  | 29 |  | Angola   |
| 16 janvier 2014 18h15 | Algérie  | 34 | -  | 16 |  | Nigeria  |
| 17 janvier 2014 14h15 | Congo    | 23 | -  | 36 |  | Maroc    |
| 17 janvier 2014 16h00 | Nigeria  | 19 | -  | 27 |  | Angola   |
| 17 janvier 2014 18h15 | RD Congo | 23 | -  | 26 |  | Algérie  |
| 18 janvier 2014 14h15 | Nigeria  | 28 | -  | 32 |  | Congo    |
| 18 janvier 2014 16h30 | Maroc    | 25 | -  | 24 |  | RD Congo |
| 18 janvier 2014 18h15 | Algérie  | 23 | -  | 19 |  | Angola   |
| 20 janvier 2014 16h30 | Angola   | 26 | -  | 28 |  | RD Congo |
| 20 janvier 2014 18h15 | Algérie  | 35 | -  | 16 |  | Congo    |
| 20 janvier 2014 20h30 | Maroc    | 32 | -  | 27 |  | Nigeria  |
| 21 janvier 2014 16h00 | Angola   | 38 | -  | 29 |  | Congo    |
| 21 janvier 2014 18h45 | Algérie  | 26 | -  | 19 |  | Maroc    |
| 21 janvier 2014 18h15 | RD Congo | 35 | -  | 28 |  | Nigeria  |

### Tour final
|  | Quarts de finale                       | Quarts de finale                       |                                        |                                        | Demi-finales                           | Demi-finales                           |    |  | Finale                                 | Finale                                 |
|  | Quarts de finale                       | Quarts de finale                       |                                        |                                        | Demi-finales                           | Demi-finales                           |    |  | Finale                                 | Finale                                 |
|  |                                        |                                        |                                        |                                        |                                        |                                        |    |  |                                        |                                        |
|  | 22 janvier, 20h30, Salle OMS           | 22 janvier, 20h30, Salle OMS           |                                        |                                        | 24 janvier, 16h00, Salle Harcha Hassen | 24 janvier, 16h00, Salle Harcha Hassen |    |  | 25 janvier, 18h15, Salle Harcha Hassen | 25 janvier, 18h15, Salle Harcha Hassen |
|  | 22 janvier, 20h30, Salle OMS           | 22 janvier, 20h30, Salle OMS           |                                        |                                        | 24 janvier, 16h00, Salle Harcha Hassen | 24 janvier, 16h00, Salle Harcha Hassen |    |  | 25 janvier, 18h15, Salle Harcha Hassen | 25 janvier, 18h15, Salle Harcha Hassen |
|  | Tunisie                                | 44                                     |                                        |                                        | 24 janvier, 16h00, Salle Harcha Hassen | 24 janvier, 16h00, Salle Harcha Hassen |    |  | 25 janvier, 18h15, Salle Harcha Hassen | 25 janvier, 18h15, Salle Harcha Hassen |
|  | Tunisie                                | 44                                     |                                        |                                        | 24 janvier, 16h00, Salle Harcha Hassen | 24 janvier, 16h00, Salle Harcha Hassen |    |  | 25 janvier, 18h15, Salle Harcha Hassen | 25 janvier, 18h15, Salle Harcha Hassen |
|  | Congo                                  | 21                                     |                                        |                                        | 24 janvier, 16h00, Salle Harcha Hassen | 24 janvier, 16h00, Salle Harcha Hassen |    |  | 25 janvier, 18h15, Salle Harcha Hassen | 25 janvier, 18h15, Salle Harcha Hassen |
|  | Congo                                  | 21                                     | Tunisie                                | 22                                     |                                        |                                        |    |  | 25 janvier, 18h15, Salle Harcha Hassen | 25 janvier, 18h15, Salle Harcha Hassen |
|  | 22 janvier, 19h00, Salle OMS           |                                        | Tunisie                                | 22                                     |                                        |                                        |    |  | 25 janvier, 18h15, Salle Harcha Hassen | 25 janvier, 18h15, Salle Harcha Hassen |
|  |                                        | Égypte                                 | 20                                     |                                        |                                        |                                        |    |  | 25 janvier, 18h15, Salle Harcha Hassen | 25 janvier, 18h15, Salle Harcha Hassen |
|  | Égypte                                 | Égypte                                 | 20                                     | 24                                     |                                        |                                        |    |  | 25 janvier, 18h15, Salle Harcha Hassen | 25 janvier, 18h15, Salle Harcha Hassen |
|  | Égypte                                 |                                        |                                        | 24                                     |                                        |                                        |    |  | 25 janvier, 18h15, Salle Harcha Hassen | 25 janvier, 18h15, Salle Harcha Hassen |
|  | Maroc                                  | 15                                     |                                        |                                        |                                        |                                        |    |  | 25 janvier, 18h15, Salle Harcha Hassen | 25 janvier, 18h15, Salle Harcha Hassen |
|  | Maroc                                  | 15                                     | Tunisie                                | 21                                     |                                        |                                        |    |  |                                        |                                        |
|  | 22 janvier, 12h15, Salle Harcha Hassen |                                        | Tunisie                                | 21                                     |                                        |                                        |    |  |                                        |                                        |
|  |                                        | Algérie                                | 25                                     |                                        |                                        |                                        |    |  |                                        |                                        |
|  | Angola                                 | Algérie                                | 25                                     | 24                                     |                                        |                                        |    |  |                                        |                                        |
|  | Angola                                 | 24 janvier, 18h15, Salle Harcha Hassen |                                        | 24                                     |                                        |                                        |    |  |                                        |                                        |
|  | Cameroun                               | 21                                     |                                        |                                        |                                        |                                        |    |  |                                        |                                        |
|  | Cameroun                               | 21                                     | Algérie                                | 27                                     |                                        |                                        |    |  |                                        |                                        |
|  | 22 janvier, 18h15, Salle Harcha Hassen | 22 janvier, 18h15, Salle Harcha Hassen | Algérie                                | 27                                     | Match pour la 3e place                 | Match pour la 3e place                 |    |  |                                        |                                        |
|  | 22 janvier, 18h15, Salle Harcha Hassen | 22 janvier, 18h15, Salle Harcha Hassen |                                        | Angola                                 | Match pour la 3e place                 | Match pour la 3e place                 | 23 |  |                                        |                                        |
|  | Algérie                                | 44                                     | 25 janvier, 13h45, Salle Harcha Hassen | 25 janvier, 13h45, Salle Harcha Hassen |                                        |                                        | 23 |  |                                        |                                        |
|  | Algérie                                | 44                                     | 25 janvier, 13h45, Salle Harcha Hassen | 25 janvier, 13h45, Salle Harcha Hassen |                                        |                                        |    |  |                                        |                                        |
|  | Sénégal                                | 29                                     |                                        | Égypte                                 | 31                                     |                                        |    |  |                                        |                                        |
|  | Sénégal                                | 29                                     |                                        | Égypte                                 | 31                                     |                                        |    |  |                                        |                                        |
|  |                                        |                                        |                                        |                                        |                                        |                                        |    |  | Angola                                 | 24                                     |
|  |                                        |                                        |                                        |                                        |                                        |                                        |    |  | Angola                                 | 24                                     |

### Quarts de finale
| 22 janvier 2014 20h30 | Tunisie      | 44 - 21  | Congo  | Salle OMS, Alger Arbitrage : Deche Mustapha, Ghouarda Mohamed |
| 22 janvier 2014 20h30 | Boughanmi 12 | (23 - 8) | Taty 5 | Salle OMS, Alger Arbitrage : Deche Mustapha, Ghouarda Mohamed |
| 22 janvier 2014 20h30 | ×4           | rapport  | ×2     | Salle OMS, Alger Arbitrage : Deche Mustapha, Ghouarda Mohamed |

| 22 janvier 2014 19h00 | Égypte           | 24 - 15  | Maroc               | Salle OMS, Alger Arbitrage : Allade Jonas, Dagba Armand |
| 22 janvier 2014 19h00 | El-Ahmar, Zein 5 | (10 - 6) | Bourguib, Zaroili 3 | Salle OMS, Alger Arbitrage : Allade Jonas, Dagba Armand |
| 22 janvier 2014 19h00 | ×3 ×2            | rapport  | ×3                  | Salle OMS, Alger Arbitrage : Allade Jonas, Dagba Armand |

| 22 janvier 2014 12h15 | Angola                  | 24 - 21   | Cameroun | Salle Harcha Hassen, Alger Arbitrage : Mohamed Rashed, Tamer Fakry Elsayed |
| 22 janvier 2014 12h15 | Edvaldo Ferreira (en) 9 | (12 - 12) | Yamo 5   | Salle Harcha Hassen, Alger Arbitrage : Mohamed Rashed, Tamer Fakry Elsayed |
| 22 janvier 2014 12h15 | ×3 ×4                   | rapport   | ×3 ×7    | Salle Harcha Hassen, Alger Arbitrage : Mohamed Rashed, Tamer Fakry Elsayed |

| 22 janvier 2014 18h15 | Algérie             | 44 - 29   | Sénégal          | Salle Harcha Hassen, Alger Affluence : 8 000 Arbitrage : Coulibally Yalatima Nanga, Diabate Mamoudou |
| 22 janvier 2014 18h15 | Messaoud Berkous 10 | (21 - 12) | Abdoulaye Sarr 9 | Salle Harcha Hassen, Alger Affluence : 8 000 Arbitrage : Coulibally Yalatima Nanga, Diabate Mamoudou |
| 22 janvier 2014 18h15 | ×2 ×5               | rapport   | ×2 ×3            | Salle Harcha Hassen, Alger Affluence : 8 000 Arbitrage : Coulibally Yalatima Nanga, Diabate Mamoudou |

### Demi-finales
| 24 janvier 2014 16h15 | Tunisie       | 22 - 20   | Égypte           | Salle Harcha Hassen, Alger Arbitrage : Caçador Ivan, Nicolau Eurico |
| 24 janvier 2014 16h15 | Aymen Toumi 7 | (10 - 12) | Ahmed El-Ahmar 7 | Salle Harcha Hassen, Alger Arbitrage : Caçador Ivan, Nicolau Eurico |
| 24 janvier 2014 16h15 | ×3 ×4         | rapport   | ×3 ×6            | Salle Harcha Hassen, Alger Arbitrage : Caçador Ivan, Nicolau Eurico |

| 24 janvier 2014 18h15 | Algérie            | 27 - 23   | Angola                  | Salle Harcha Hassen, Alger Affluence : 8 000 Arbitrage : Akpatsa Yawo Mawusse, Assignon Agbekokokou |
| 24 janvier 2014 18h15 | Messaoud Berkous 9 | (13 - 11) | Edvaldo Ferreira (en) 7 | Salle Harcha Hassen, Alger Affluence : 8 000 Arbitrage : Akpatsa Yawo Mawusse, Assignon Agbekokokou |
| 24 janvier 2014 18h15 | ×2 ×3              | rapport   | ×2                      | Salle Harcha Hassen, Alger Affluence : 8 000 Arbitrage : Akpatsa Yawo Mawusse, Assignon Agbekokokou |

### Match pour la3eplace
| 25 janvier 2014 13h45 | Angola                        | 24 - 31   | Égypte      | Salle Harcha Hassen, Alger Arbitrage : Caçador Ivan, Nicolau Eurico |
| 25 janvier 2014 13h45 | Pestana (en), Camuanga (en) 5 | (12 - 19) | Ali Zein 10 | Salle Harcha Hassen, Alger Arbitrage : Caçador Ivan, Nicolau Eurico |
| 25 janvier 2014 13h45 | ×3 ×5                         | rapport   | ×3 ×2       | Salle Harcha Hassen, Alger Arbitrage : Caçador Ivan, Nicolau Eurico |

### Finale
| 25 janvier 2014 18h15 CET | Algérie             | 25 - 21 | Tunisie     | Salle Harcha Hassen, Alger Affluence : 8 500 Arbitrage : Coulibally Yalatima Nanga, Diabate Mamoudou |
| 25 janvier 2014 18h15 CET | Berkous, Chehbour 6 | (12-11) | Issam Tej 4 | Salle Harcha Hassen, Alger Affluence : 8 500 Arbitrage : Coulibally Yalatima Nanga, Diabate Mamoudou |
| 25 janvier 2014 18h15 CET | rapport             |         |             | Salle Harcha Hassen, Alger Affluence : 8 500 Arbitrage : Coulibally Yalatima Nanga, Diabate Mamoudou |

| Algérie                   |    |                      |  |                                        |
|                           |    |                      |  |                                        |
| G                         | 22 | Abdelmalek Slahdji   |  |                                        |
| G                         | 12 | Samir Kerbouche      |  |                                        |
| ALD                       | 13 | Riad Chehbour        |  | Carton jaune · Suspension · Suspension |
| ALD                       | 11 | Omar Benali          |  |                                        |
| ALG                       | 19 | Ayatallah K. Hamoud  |  | Suspension                             |
| ALG                       | 14 | Rabah Soudani        |  | Carton jaune                           |
| DC                        | 5  | Khaled Chentout      |  |                                        |
| DC                        | 9  | Abdelkader Rahim     |  |                                        |
| ALD                       | 2  | Anis Zamoum          |  |                                        |
| ALD                       | 15 | Tarek Boukhemis      |  |                                        |
| AL                        | 6  | Messaoud Berkous     |  |                                        |
| ALG                       | 10 | Sassi Boultif        |  |                                        |
| ALG                       | 17 | Abderrahim Berriah   |  |                                        |
| P                         | 7  | Hichem Boudrali      |  | Carton jaune                           |
| P                         | 18 | Hichem Kaabeche      |  |                                        |
| P                         | 21 | Mohamed Aski Mokrani |  |                                        |
| Entraîneur : Réda Zeguili |    |                      |  |                                        |

| Algérie | Statistiques   | Tunisie |
| ------- | -------------- | ------- |
| 25/     | Buts marqués   | 21/     |
| %       | % réussite     | %       |
| 1/3     | Jets de 7m     | 2/3     |
| 6 min   | Suspensions    | 4 min   |
| 3       | Cartons jaunes | 3       |
| 0       | Cartons rouges | 0       |
| /       | Arrêts         | /       |
| %       | % d'arrêts     | %       |

| Tunisie                        |    |                    |  |                           |
|                                |    |                    |  |                           |
| G                              | 1  | Majed Hamza        |  |                           |
| G                              | 12 | Marouène Maggaiez  |  |                           |
| G                              | 16 | Wassim Helal       |  |                           |
| P                              | 6  | Issam Tej          |  | Carton jaune              |
| ALD                            | 4  | Aymen Toumi        |  |                           |
| ALG                            | 7  | Jaleleddine Touati |  |                           |
| ALD                            | 21 | Oussema Boughanmi  |  |                           |
| ARG                            | 9  | Amine Bannour      |  |                           |
| ARG                            | 3  | Selim Hedoui       |  | Carton jaune              |
| DC                             | 10 | Kamel Alouini      |  |                           |
| ARG                            | 17 | Wael Jallouz       |  |                           |
| ARG                            | 19 | Mosbah Sanai       |  |                           |
| P                              | 5  | Mahmoud Gharbi     |  | Carton jaune · Suspension |
|                                | 20 | Seifeddine Hmida   |  |                           |
| ARD                            | 27 | Aymen Hammed       |  |                           |
| ARG/DC                         | 18 | Anis Mahmoudi      |  | Suspension                |
| Entraîneur : Sead Hasanefendić |    |                    |  |                           |

### Classement 5 à 8
|  | Demi-finales de classement         | Demi-finales de classement      |                        |    | Match pour la 5e place          | Match pour la 5e place          |
|  | Demi-finales de classement         | Demi-finales de classement      |                        |    | Match pour la 5e place          | Match pour la 5e place          |
|  |                                    |                                 |                        |    |                                 |                                 |
|  | 23 janvier 2014 17h15 Salle OMS    | 23 janvier 2014 17h15 Salle OMS |                        |    | 24 janvier 2014 15h00 Salle OMS | 24 janvier 2014 15h00 Salle OMS |
|  | 23 janvier 2014 17h15 Salle OMS    | 23 janvier 2014 17h15 Salle OMS |                        |    | 24 janvier 2014 15h00 Salle OMS | 24 janvier 2014 15h00 Salle OMS |
|  | Congo                              | 20                              |                        |    | 24 janvier 2014 15h00 Salle OMS | 24 janvier 2014 15h00 Salle OMS |
|  | Congo                              | 20                              |                        |    | 24 janvier 2014 15h00 Salle OMS | 24 janvier 2014 15h00 Salle OMS |
|  | Maroc                              | 34                              |                        |    | 24 janvier 2014 15h00 Salle OMS | 24 janvier 2014 15h00 Salle OMS |
|  | Maroc                              | 34                              | Maroc                  | 25 |                                 |                                 |
|  | 23 janvier 2014 15h00 Salle Harcha |                                 | Maroc                  | 25 |                                 |                                 |
|  |                                    | Cameroun                        | 29                     |    |                                 |                                 |
|  | Cameroun                           | Cameroun                        | 29                     | 33 |                                 |                                 |
|  | Cameroun                           |                                 |                        | 33 |                                 |                                 |
|  | Sénégal                            | 24                              |                        |    |                                 |                                 |
|  | Sénégal                            | 24                              | Match pour la 7e place |    |                                 |                                 |
|  |                                    |                                 |                        |    |                                 |                                 |
|  | 24 janvier 2014 11h00 Salle OMS    |                                 |                        |    |                                 |                                 |
|  |                                    |                                 |                        |    |                                 |                                 |
|  | Congo                              | 36                              |                        |    |                                 |                                 |
|  | Congo                              | 36                              |                        |    |                                 |                                 |
|  | Sénégal                            | 35                              |                        |    |                                 |                                 |
|  | Sénégal                            | 35                              |                        |    |                                 |                                 |

#### Match pour la7eplace
| 24 janvier 2014 11h00 | Congo            | 36 - 35   | Sénégal         | Salle OMS, Alger Arbitrage : Benfetima Khadidja, Benfetima Zahra |
| 24 janvier 2014 11h00 | Yannick Angao 13 | (22 - 16) | Ibrahima Sall 7 | Salle OMS, Alger Arbitrage : Benfetima Khadidja, Benfetima Zahra |
| 24 janvier 2014 11h00 | ×3               | rapport   | ×3 ×2           | Salle OMS, Alger Arbitrage : Benfetima Khadidja, Benfetima Zahra |

#### Match pour la5eplace
| 24 janvier 2014 15h00 | Maroc          | 25 - 29   | Cameroun          | Salle OMS, Alger Arbitrage : Diop Cheick Mohamed, Faye Abdoulaye |
| 24 janvier 2014 15h00 | Soufian Idir 8 | (17 - 13) | William Fankoua 5 | Salle OMS, Alger Arbitrage : Diop Cheick Mohamed, Faye Abdoulaye |
| 24 janvier 2014 15h00 | ×2             | rapport   | ×1 ×9             | Salle OMS, Alger Arbitrage : Diop Cheick Mohamed, Faye Abdoulaye |

### Classement 9 à 12

#### Match pour la11eplace
| 23 janvier 2014 17h15 | Libye     | 25 - 26 | Nigeria | Salle Chéraga, Chéraga |
| 23 janvier 2014 17h15 | (11 - 13) |         |         | Salle Chéraga, Chéraga |

#### Match pour la9eplace
| 23 janvier 2014 15h00 | Gabon     | 23 - 22 | RD Congo | Salle Chéraga, Chéraga |
| 23 janvier 2014 15h00 | (10 - 10) |         |          | Salle Chéraga, Chéraga |

## Classement final
Le classement final est :
| Rang                        | Équipe   | V | N | D | Bp  | Bc  | Diff |
| --------------------------- | -------- | - | - | - | --- | --- | ---- |
| Médaille d'or, Afrique      | Algérie  | 8 | 0 | 0 | 240 | 166 | 74   |
| Médaille d'argent, Afrique  | Tunisie  | 7 | 0 | 1 | 242 | 167 | 75   |
| Médaille de bronze, Afrique | Égypte   | 6 | 0 | 2 | 215 | 164 | 51   |
| 4                           | Angola   | 4 | 0 | 4 | 210 | 201 | 9    |
| 5                           | Cameroun | 4 | 1 | 3 | 211 | 217 | -6   |
| 6                           | Maroc    | 4 | 0 | 4 | 209 | 202 | 7    |
| 7                           | Congo    | 3 | 0 | 5 | 213 | 283 | -70  |
| 8                           | Sénégal  | 2 | 0 | 6 | 226 | 265 | -39  |
| 9                           | Gabon    | 2 | 0 | 4 | 144 | 169 | -25  |
| 10                          | RD Congo | 2 | 0 | 4 | 165 | 164 | 1    |
| 11                          | Nigeria  | 1 | 0 | 5 | 144 | 185 | -41  |
| 12                          | Libye    | 0 | 1 | 5 | 128 | 164 | -36  |

Les trois premières équipes sont qualifiées pour le Championnat du monde 2015.

| Championnat d'Afrique des nations — Vainqueur 2014 |
| -------------------------------------------------- |
| Algérie Septième titre                             |

## Récompenses
| Slahdji R. Chehbour Mokrani Toumi Hedoui Rahim Boultif Meilleur joueur : M. Berkous Meilleur buteur : M. Berkous (44 buts)         |
| Équipe-type du championnat d'Afrique des nations 2014                                                                              |
| Slahdji · R. Chehbour Mokrani · Toumi · Hedoui Rahim · Boultif Meilleur joueur : M. Berkous Meilleur buteur : M. Berkous (44 buts) |

L’équipe type désignée par la Confédération africaine de handball est la suivante, :
- Meilleur joueur :  Messaoud Berkous
- Meilleur gardien :  Abdelmalek Slahdji
- Meilleur ailier gauche :  Riad Chehbour
- Meilleur pivot :  Mohamed Aski Mokrani
- Meilleur ailier droit :  Aymen Toumi
- Meilleur arrière gauche :  Selim Hedoui
- Meilleur demi-centre :  Abdelkader Rahim
- Meilleur arrière droit :  Sassi Boultif

L'Algérien Messaoud Berkous termine également meilleur buteur de la compétition avec 44 buts marqués.

## Effectifs des équipes
Les effectifs des équipes sont :

### Champion d'Afrique:Algérie
- 12 - Samir Kerbouche
- 22 - Abdelmalek Slahdji
- 2 - Anis Zamoum
- 5 - Khaled Chentout
- 6 - Messaoud Berkous
- 7 - Hichem Boudrali
- 8 - Tahar Labane
- 9 - Abdelkader Rahim
- 10 - Sassi Boultif
- 11 - Omar Benali
- 13 - Riad Chehbour
- 14 - Rabah Soudani
- 15 - Tarek Boukhemis
- 17 - Abderrahim Berriah
- 18 - Hichem Kaabeche
- 19 - Ayatallah el Khoumini Hamoud
- 21 - Mohamed Mokrani

Entraîneur :
- Réda Zeguili

### Vice-champion d'Afrique:Tunisie
- 1 - Majed Hamza
- 12 - Marouène Maggaiez
- 3 - Selim Hedoui
- 4 - Aymen Toumi
- 5 - Mahmoud Gharbi
- 6 - Issam Tej
- 7 - Jaleleddine Touati
- 8 - Wissem Hmam[réf. à confirmer]
- 9 - Amine Bannour
- 10 - Kamel Alouini
- 12 - Marouène Maggaiez
- 17 - Wael Jallouz
- 18 - Anis Mahmoudi
- 19 - Mosbah Sanai
- 20 - Seifeddine Hmida
- 27 - Aymen Hammed
- 21 - Oussema Boughanmi
- 31 - Marouan Chouiref

Entraîneur :
- Sead Hasanefendić

### Troisième place:Égypte
- 12 - Mohamed Bakir El-Nakib
- 3 - :en:Mamdouh Abouebaid
- 5 - :en:Mamdouh Radwan
- 6 - :en:Ahmed Abdelrahman
- 8 - Ahmed Elbas Mohamed Hesham[Qui ?]
- 9 - Eslam Issa
- 14 - Mohamed Mohamed Hosam Mahmoud[Qui ?]
- 20 - :en:Mohamed Hashem
- 24 - Ibrahim El-Masry
- 39 - Yehia El-Deraa
- 55 - Mohamed Hassan Mahmoud Gaber[Qui ?]
- 66 - Ahmed El-Ahmar
- 72 - :en:Mahmoud Khalil
- 88 - Karim Hendawy
- 89 - Mohamed Mamdouh
- 90 - Ali Zein
- 91 - Mohammad Sanad

Entraîneur :
- Marwan Ragab (en)

### Autres effectifs
04 –  Angola : Giovane Muachissengue (en), Yuri Fernandes, Edmilson de Silva Gonçalves, Fernando Teca, Gabriel Teca (en), Augusto Pedro, Romé Hebo (en), Elias António (en), Adelino Pestana (en), Belchior Camuanga (en), Adilson Maneco (en), Edvaldo Ferreira (en), Manuel Nascimento (en), Elsemar Pedro (en), Sérgio Lopes (en), Custodio Gouveia. Sélectionneur : Filipe Cruz
05 –  Cameroun :  Wandji Hubert Kouamen,  Adalbert Edjenguele,  Moufio Pierre Koutouo,  Kenfack Serge Bertr Kafack,  Ulrich Bekono,  Yannick Bindzi,  Tsamene Michael Chuala, Kouakam Augustin Kouakam, Marcel Tchinda, Tchouajama Alex Yamo, William Fankoua, Acheghe Lancelot Enoh, Awana Christian Jos, Chunda Ngabou Junior, Tietchop Berlin Sobtacdoug. Sélectionneur : Pokam Honnore Konguem
06 –  Maroc : Yassine Idrissi, Annour Abderrahim, Khalid El Fil, Hicham Hakimi, Mahjoub Tahiri, Hicham Bourguib, Hicham Hammadi, Faysal Souhir, Soufian Idir, Abderrahim Chouhou, Younes Tatby, Mehdi Mhais, Lahcen Bellimane, Samir Karrouch, Souhail Sarout, Achraf Adli. Sélectionneur : Nourreddine Bouhaddioui
07 –  Congo : Jean-René Mfouoyoua, Kevin Nkounkou, Rochette Ondongo, Poaty Bothy Pambou, Nige Steven Ekama Mbon, André Oswald Ntsoumou, Papy Charden Mboumgou, Clauthère Taty Costodes, Florida Okolongondzo, Mathurin Oyoukou, Roch Makosso Tchitembo, Nances Tchiloemba, Yannick Angao, Evrard Doum Doniana, Glenn Mopiti Mobombo, Jean-François Okemba. Sélectionneur : Samba Roussel
08 –  Sénégal :  Mory Diawara, Jean Amadou Faye,  Mouhamed Latyr Diakate,  Abdourahmane Sow,  Moustapha Gueye, Ibrahima Diaw, Boubacar Jackson Sidibe, Ibrahima Sall, Pape Benga, Mouhamet Sy, Soce Ngom, Aboubacar Sarr, Rudolph Diarra, Armand Gomis, Abdoulaye Sarr. Sélectionneur : Hamet Sidy Ba
09 –  Gabon :  Eny Rufin Essono,  Willy Moure Nguema,  Nzamba COD  Tsaoulela,  Charny Str.  Otsinda Leckibu,  Dia Sterensty Wora Mamadou,  Vitali Benoni Aubyang, Adama Likouma, Ange Obame Junior, Davy Frederick Meye Ekoua, Yannick Chrisia Aubyang, Camara Ousmane, Stephane Warene Nze Mba, Johann Guill Eyeche Nguema, Koffi Mawuli Agbodjete, Yorick Davy Aubyang, Mamadou Sene T.  Igalla. Sélectionneur : Tonči Drušković (hr)
10 –  RD Congo : Rémy Gervelas,  Simoketo Bodrick Eyanga,  Ken Malundu,  Matolu Doudou Mayala,  Babindamana Achard Kibaki,  Llutula Didier Okito,  Frédéric Bakekolo, Lumu Kabasele, Ikondo Pacha Ike, Andy Pijulet, Mbemba Monzale, Olivier Botetsi, Julien Maya Masinu, Audräy Tuzolana. Sélectionneur : Francis Tuzolana
11 –  Nigeria :  Shehu Aliyu,  Abdulrazak Audu,  Aminu Aliyu,  Michal Akande,  Emmanuel Amadi,  Emmanuel Emeka, David Emmanuel, Udale Joseph, Segun Tunji, Buhari Bala, Promise Ogbonnaya, Musa Oji Sabo. Sélectionneur : Mgor Taangahar Micheal
12 –  Libye : Mohamed Esertawi, Mohamed Galmoz, Mohamed Abdulhafid, Osama Alaggar, Moez Mohamed, Wassim Twini, Abdalla Albenawi, Ali Elbernawi, Zaid Shatshut, Hafid Abuamoud, Emad Zorgani, Adnan Gargoum, Esam Shafite, Khireddin Hassan, Wisam Ali, Abdel Magid Ben Zegiam. Sélectionneur : Ahmed Magdy